# 秘鲁国旗

秘鲁国旗由三條垂直的紅、白、紅縱條組成。由何塞·德·聖馬丁設計，1825年啟用。6月7日為國旗日。
民用旗在1950年以前與政府旗沒有分別，中間皆有徽记。政府旗上的徽记为军徽，西班牙文稱為Escudo de Armas，而軍旗上的徽记则是國徽，西班牙文为Escudo Nacional。國籍旗為正方形，白地，繞以紅邊，中為军徽。

## 歷代國旗
- 1820年候選旗
- 1820年
- 1822年
- 1822年-1825年
- 1825年-1950年
- 1836年-1839年秘魯-玻利維亞邦聯
- 1836年-1839年南秘魯共和國
- 1950年-秘魯共和國